# Irja Rannikko
Irja Mirjam Rannikko, född 16 augusti 1912 i Björneborg, död 14 april 1986 i Helsingfors, var en finländsk skådespelare. Rannikko verkade vid bland annat Helsingfors arbetarteater och där märktes hon särskilt i pjäsen Scampolo. Hon filmdebuterade i Tee työ ja opi pelaamaan 1936 och medverkade i 70 filmer fram till 1966.

## Filmografi[2]
- Tee työ ja opi pelaamaan, 1936
- Kaksi Vihtoria, 1939
- Kersantilleko Emma nauroi?, 1940
- Ketunhäntä kainalossa, 1940
- Ryhmy ja Romppainen, 1940
- Maskotti, 1943
- Vain sinulle, 1945
- Lockfågeln, 1946
- Sisulla ja sydämellä, 1947
- Keittiökavaljeerit, 1948
- Pontevat pommeripojat, 1948
- Från sex till åtta, 1949
- Kanavan laidalla, 1949
- Orpopojan valssi, 1949
- Rikollinen nainen, 1952
- Lentävä kalakukko, 1953
- Pekka Puupää, 1953
- Senni ja Savon sulttaani, 1953
- Kuningas kulkureitten, 1953
- Alaston malli karkuteillä, 1953
- Brudkransen, 1954
- Hei, rillumarei!, 1954
- Jag gungar i högsta grenen, 1954
- Minä soitan sinulle illalla, 1954
- Laivaston monnit maissa, 1954
- Laivan kannella, 1954
- Pekka ja Pätkä puistotäteinä, 1955
- Helunan häämatka, 1955
- Pastori Jussilainen, 1955
- Poika eli kesäänsä, 1955
- Riihalan valtias, 1956
- Lain mukaan, 1956
- Kärlek i ödemarken, 1956
- Muuan sulhasmies, 1956
- Pikku Ilona ja hänen karitsansa, 1957
- Musta rakkaus, 1957
- En man och hans samvete, 1957
- Du kära tjuv, 1957
- Pekka ja Pätkä salapoliiseina, 1957
- Vihdoinkin hääyö, 1957
- Autuas eversti, 1958
- Pieni luutatyttö, 1958
- Vatsa sisään, rinta ulos!, 1959
- Lumisten metsien tyttö, 1960
- Kankkulan kaivolla, 1960
- Komisario Palmun erehdys, 1960
- Opettajatar seikkailee, 1960
- Myöhästynyt hääyö, 1960
- Molskis, sanoi Eemeli, molskis!, 1960
- Tähtisumua, 1961
- Tulipunainen kyyhkynen, 1961
- Toivelauluja, 1961
- Olin nahjuksen vaimo, 1961
- Tyttö ja hattu, 1961
- Miljoonavaillinki, 1961
- Oksat pois..., 1961
- Kuu on vaarallinen, 1961
- Kertokaa se hänelle..., 1961
- Me, 1961
- Pikku suorasuu, 1962
- Taape tähtenä, 1962
- "Ei se mitään!" sanoi Eemeli, 1962
- Hän varasti elämän, 1962
- Naiset, jotka minulle annoit, 1962
- Luottamuksella, 1962
- Päivä Linnanmäellä, 1963
- Turkasen tenava!, 1963
- Teerenpeliä, 1963
- Perhe-elämää, 1963
- Kärleken börjar i gryningen, 1966